# Arthroleptis nlonakoensis
Arthroleptis nlonakoensis é uma espécie de anfíbio anuro da família Arthroleptidae. Está presente nos Camarões. Não foi ainda avaliada pela UICN.